# جامعة الرازي (اليمن)
جامعة الرازي جامعة يمنية خاصة تأسست عام 2009 باسم كلية الرازي حيث كانت متخصصة في التعليم الطبي. وفي العام 2013 تم ترفيع كلية الرازي إلى جامعة ومن ثم توسعت في برامج دراسية أخرى وذلك باتباع أحدث الوسائل في التعليم.

## كليات الجامعة
- كلية العلوم الطبية

وتحتوي على التخصصات التالية : 'طب بشري تخدير - صيدلة - مختبرات - تمريض - قبالة - صحة مجتمع - علاج طبيعي - تغذية علاجية-رعاية تنفسية-بصريات وعلوم الرؤية 
- كلية الحاسوب وتقنية المعلومات

وتحتوي على التخصصات التالية : علوم حاسوب - تقنية معلومات - نظم معلومات إدارية-أمن سيبراني-ذكاء إصطناعي
- كلية العلوم الإدارية والإنسانية

وتحتوي على التخصصات التالية : محاسبة - إدارة أعمال - علوم مالية ومصرفية - تسويق- إدارة صحية- قسم الشريعة والقانون.
- كلية الدراسات العليا

وتحتوي على التخصصات التالية : إدارة أعمال - حالات حرجة - وبائيات